# Michael Hillardt
Michael Howard „Mike” Hillardt (ur. 22 stycznia 1961 w Brisbane) – australijski lekkoatleta specjalizujący się w biegach średniodystansowych, uczestnik letnich igrzysk olimpijskich w Los Angeles (1984).

## Sukcesy sportowe
- dwukrotny mistrz Australii w biegu na 800 m – 1981, 1983
- ośmiokrotny mistrz Australii w biegu na 1500 m – 1980, 1982, 1983, 1984, 1985, 1986, 1987, 1988[1]

| Rok  | Miasto       | Zawody                     | Konkurencja    | Wynik       |
| ---- | ------------ | -------------------------- | -------------- | ----------- |
| 1982 | Brisbane     | Igrzyska Wspólnoty Narodów | bieg na 1500 m | 5. miejsce  |
| 1985 | Paryż        | Światowe igrzyska halowe   | bieg na 1500 m | złoty medal |
| 1986 | Edynburg     | Igrzyska Wspólnoty Narodów | bieg na 1500 m | 8. miejsce  |
| 1987 | Indianapolis | Halowe mistrzostwa świata  | bieg na 1500 m | 5. miejsce  |
| 1987 | Rzym         | Mistrzostwa świata         | bieg na 1500 m | 7. miejsce  |

## Rekordy życiowe
- bieg na 800 metrów – 1:45,74 – Melbourne 19/03/1983
- bieg na 1000 metrów – 2:17,49 – Londyn 18/08/1984
- bieg na 1500 metrów – 3:33,39 – Berlin 23/08/1985
- bieg na 1500 metrów (hala) – 3:39,77 – Indianapolis 07/03/1987 (rekord Australii)
- bieg na milę – 3:51,82 – Koblencja 28/08/1985
- bieg na 2000 metrów – 5:05,95 – Bruksela 20/08/1985
- bieg na 3000 metrów – 7:52,17 – Budapeszt 20/08/1984
- bieg na 5000 metrów – 13:38,31 – Melbourne 02/12/1986